# Rita, O Musical
Rita, O Musical é uma peça do teatro musical brasileiro que estreou em 23 de abril de 2014 no Teatro Bradesco (Rio de Janeiro). Com duração de 70 minutos, a peça teatral apresenta os sucessos musicais com um enredo inspirado na cantora Rita Lee.

## Produção
Primeira peça interativa Brasileira. A fim de proporcionar o diálogo do público com as personagens, em tempo real, para que este pudesse influenciar as suas decisões na história, um audio inicial avisava ao público que não era necessário desligar os telefones celulares, apenas diminuir a iluminação e, orientava ao público como enviar as mensagens de SMS para cada personagem ( @onomedapersonagem). Durante toda a peça, em 2 telões de 7 metros de altura, nas laterais do palco, o público via aparecer as mensagens enviadas. 
A peça teve um começo difícil quando a pauta original do Teatro Carlos Gomes foi retirada pela Secretaria de Cultura, obrigando a produção a estrear no único teatro disponível na ocasião, o Teatro Bradesco, a fim de cumprir e comprovar a sua realização. A Mini temporada no Bradesco foi marcado por problemas técnicos devido a obvia dificuldade de uma produção desenvolvida para um teatro ir estrear em outro, praticamente sem tempo de adaptação. Na temporada da Sala Baden Powell, no entanto, a peça teve todos os problemas técnicos sanados, seguindo para uma trajetória de sucesso, que ainda pode ser revisitada na página do Musical, no facebook.  A direção da dramaturgia foi feita por Cleiton Morais, figurinos de Marcello Borges, Coreografias de Alyne Alonso e a iluminação por Ricardo Formiga. Wladmir Pinheiro contribuiu com os arranjos vocais e Marcos Campos atuou na direção Musical, também fazendo parte da banda do espetáculo (violão de 10 cordas) com Marcello Guimarães (teclado musical) e Tamir Case (bateria).

## Elenco
- Lívia Dabarian (Rita)
- Miguel Arraes (Miguel, irmão de Rita)
- Cristiana Pompeo - Temporada Teatro Bradesco e Ana Luisa Leite - Temporada Sala Baden Powell (Samara, mãe de Rita)
- Marcelo Ferrari - Temporada Teatro Bradesco e  Ricardo Knupp - Temporada Sala Baden Powell (Mauricio)
- Victor Maia - Temporada Teatro Bradesco e Andre Sigom - Temporada Teatro Sala Baden Powell (Luiz, grafiteiro)
- Laura Lobo (Manu, a melhor amiga)
- Cristina Pompeo - Teatro Bradesco e Luiza Vitória Maia (Eva, namorada do Maurício)[2]